# Дьёр-Мошон-Шопрон
Дьёр-Мо́шон-Шо́прон (венг. Győr-Moson-Sopron) — вармедье на северо-западе Венгрии. Административный центр — Дьёр.
Медье Дьёр-Мошон-Шопрон находится на границе с федеральной землёй Бургенланд (Австрия), Братиславским, Трнавским и Нитранским краями (Словакия), а также граничит с медье Комаром-Эстергом, Веспрем и Ваш.

## Города
- Дьёр
- Шопрон

## Административно-территориальное деление

### Деление на районы
Деление медье на районы (киштершеги) устарело с 15 июля 2013 года. Данные этой таблицы представляют лишь исторический интерес.
В состав медье входили семь районов.
| Район                     | Оригинальное название      | Административный центр | Площадь (км²) | Жителей | Муници- палитетов |
| ------------------------- | -------------------------- | ---------------------- | ------------- | ------- | ----------------- |
| Дьёрский район            | Győri kistérség            | Дьёр                   |               |         | 27                |
| Капувар-Беледский район   | Kapuvári kistérség         | Капувар                |               |         | 19                |
| Мошонмадьяроварский район | Mosonmagyaróvári kistérség | Мошонмадьяровар        |               |         | 26                |
| Паннонхальмский район     | Pannonhalmi kistérség      | Паннонхальма           |               |         | 18                |
| Тетский район             | Téti kistérség             | Тет                    |               |         | 19                |
| Чорнский район            | Csornai kistérség          | Чорна                  |               |         | 34                |
| Шопрон-Фертёдский район   | Sopron-Fertődi kistérség   | Шопрон                 |               |         | 39                |

### Деление на яраши
С 15 июля 2013 года в Венгрии вступило в силу разделение медье на яраши вместо устаревших районов (киштершегов).
| № | Яраш                                                    | Административный центр | Общин | Общин   | Население | Площадь | Плотность | Карта |
| № | Яраш                                                    | Административный центр | Всего | Городов | Население | Площадь | Плотность | Карта |
| - | ------------------------------------------------------- | ---------------------- | ----- | ------- | --------- | ------- | --------- | ----- |
| 1 | Чорнаский яраш (венг. Csornai járás)                    | Чорна                  | 33    | 1       | 32628     | 579,77  | 56        |       |
| 2 | Дьёрский яраш (венг. Győri járás)                       | Дьёр                   | 35    | 1       | 193445    | 903,41  | 214       |       |
| 3 | Капуварский яраш (венг. Kapuvári járás)                 | Капувар                | 19    | 2       | 23326     | 372,14  | 63        |       |
| 4 | Мошонмадьяроварский яраш (венг. Mosonmagyaróvári járás) | Мошонмадьяровар        | 26    | 2       | 72839     | 899,97  | 81        |       |
| 5 | Паннонхальмаский яраш (венг. Pannonhalmi járás)         | Паннонхальма           | 17    | 1       | 15273     | 312,35  | 49        |       |
| 6 | Шопронский яраш (венг. Soproni járás)                   | Шопрон                 | 39    | 3       | 100155    | 867,75  | 115       |       |
| 7 | Тетский яраш (венг. Téti járás)                         | Тет                    | 14    | 1       | 14161     | 272,62  | 52        |       |